# Guyomarch III de Léon
Pour les articles homonymes, voir Guyomarch de Léon.
Guyomarch III de Léon, né vers 1080, mort vers 1157, est un aristocrate breton de la charnière des XIe et XIIe siècles, qui succède à son père Hervé Ier de Léon comme vicomte de Léon vers 1130.

## Origine
Guyomarch III de Léon est le fils d'Hervé Ier de Léon.

## Biographie
Il appose son signum au-côté de celui de son père au bas de la charte de fondation du prieuré Saint-Martin de Morlaix le 3 mars 1128. Il est également présent sur la charte de fondation de Saint-Melaine de Morlaix (vers 1145-1147). On le retrouve dans une charte de donation du prieuré Saint-Martin de Josselin, en 1164. Il, serait mort vers 1157 d'après une charte de son fils Il aurait amélioré les fortifications des châteaux, pris en 1176 par Henri II d'Angleterre.

## Mariage et descendance
Le nom de son épouse n'est pas connu. Il a un fils légitime : 
- Hervé II de Léon (v. 1105 - 1169), qui lui succède en tant que vicomte de Léon.

D'une maîtresse inconnue, il a un second fils : 
- Guyomarch de Léon, signataire de la charte de 1164, père de Josselin de Léon ;